# Município de York (condado de Darke, Ohio)
O município de York (em inglês: York Township) é um município localizado no condado de Darke no estado estadounidense de Ohio. No ano de 2010 tinha uma população de 503 habitantes e uma densidade populacional de 8,94 pessoas por km².

## Geografia
O município de York encontra-se localizado nas coordenadas 40° 15′ 26″ N, 84° 34′ 27″ O. Segundo a Departamento do Censo dos Estados Unidos, o município tem uma superfície total de 56.26 km², da qual 56,17 km² correspondem a terra firme e (0,15 %) 0,08 km² é água.

## Demografia
Segundo o censo de 2010, tinha 503 pessoas residindo no município de York. A densidade populacional era de 8,94 hab./km². Dos 503 habitantes, o município de York estava composto pelo 99,6 % brancos, o 0,2 % eram afroamericanos e o 0,2 % eram de uma mistura de raças. Do total da população o 0 % eram hispanos ou latinos de qualquer raça.